# Truth (canción de Seether)
«Truth» es una canción de la banda sudafricana de metal alternativo Seether. Fue lanzado el 6 de septiembre de 2005 como el segundo sencillo de su tercer álbum de estudio Karma and Effect (2005).

## Video musical
El video musical de esta canción fue dirigido por Dean Karr, quien también había dirigido el video de su sencillo anterior «Remedy», y presenta al líder Shaun Morgan disfrazado de anunciador del ring en un ring de boxeo, para un total de tres peleas: Ronda 1: Santa Claus contra el Bebé de Año Nuevo (que es interpretado por Martin Klebba), Ronda 2: Mujer de Carnaval contra el Rey Calabaza, y para el evento principal, El Conejo de Pascua contra el Tío Sam, que terminó interpretado por el artista marcial mixto y ex campeón semipesado de UFC, Tito Ortiz. El video también presenta y cierra con el grupo actuando dentro de un almacén abandonado.

## Posicionamiento en lista
| Lista (2005)                                        | Posición |
| --------------------------------------------------- | -------- |
| Canada Rock Top 30 (Radio & Records)                | 17       |
| Estados Unidos Bubbling Under Hot 100 (Billboard)   | 23       |
| Estados Unidos Billboard Hot Mainstream Rock Tracks | 8        |
| Estados Unidos Billboard Hot Modern Rock Tracks     | 25       |